# Tonic (band)
Tonic is een Amerikaanse alternatieve rock & postgrunge band, opgericht in 1993.

## Bezetting

### Huidige leden
- Emerson Hart - gitaar & zang (1993 - 2004, 2008 - heden)
- Jeff Russo - gitaar & achtergrond zang (1993 - 2004, 2008 - heden)
- Dan Lavery - basgitaar & achtergrond zang (1996 - 2004, 2008 - heden)

### Voormalige leden
- Dan Rothchild - basgitaar & achtergrond zang (1993 - 1996)
- Kevin Shepard - drums (1993 - 1996)

## Discografie

### Albums
Tussen haakjes totaal aantal weken in de lijst
| Titel                              | Jaar | Charts           | Charts          | Charts           | Opmerkingen   |
| Titel                              | Jaar | NL Album Top 100 | VL Ultratop 200 | VS Billboard 200 | Opmerkingen   |
| ---------------------------------- | ---- | ---------------- | --------------- | ---------------- | ------------- |
| Lemon Parade                       | 1996 | -                | -               | 28 (57wk)        | VS: Platina   |
| Sugar                              | 1999 | -                | -               | 81 (8wk)         | -             |
| Live and Enhanced                  | 1999 | -                | -               | -                | Livealbum     |
| Head on Straight                   | 2002 | -                | -               | 141 (1wk)        | -             |
| A Casual Affair: The Best of Tonic | 2009 | -                | -               | -                | Verzamelalbum |
| Tonic                              | 2010 | -                | -               | 150 (1wk)        | -             |
| Lemon Parade Revisited             | 2016 | -                | -               | -                | -             |

### Singles
Tussen haakjes totaal aantal weken in de lijst
| Titel                 | Jaar | Charts    | Charts            | Charts         | VS Billboard Charts | VS Billboard Charts | VS Billboard Charts | VS Billboard Charts    | VS Billboard Charts | Opmerkingen |
| Titel                 | Jaar | NL Top 40 | NL Single Top 100 | VL Ultratop 50 | Hot 100             | Adult Pop Songs     | Alternative Songs   | Mainstream Rock Tracks | Pop Songs           | Opmerkingen |
| --------------------- | ---- | --------- | ----------------- | -------------- | ------------------- | ------------------- | ------------------- | ---------------------- | ------------------- | ----------- |
| Open Up Your Eyes     | 1996 | -         | -                 | -              | -                   | 33 (9wk)            | 22 (22wk)           | 2 (29wk)               | 30 (7wk)            | -           |
| Casual Affair         | 1997 | -         | -                 | -              | -                   | -                   | -                   | 8 (12wk)               | -                   | -           |
| If You Could Only See | 1997 | -         | 100 (1wk)         | -              | -                   | 7 (51wk)            | 3 (26wk)            | 1 (5wk) (37wk)         | 11 (30wk)           | -           |
| Soldier's Daughter    | 1997 | -         | -                 | -              | -                   | -                   | -                   | -                      | -                   | -           |
| You Wanted More       | 1999 | -         | -                 | -              | -                   | 26 (26wk)           | 10 (20wk)           | 3 (19wk)               | -                   | -           |
| Knock Down Walls      | 1999 | -         | -                 | -              | -                   | -                   | -                   | 20 (13wk)              | -                   | -           |
| Mean to Me            | 2000 | -         | -                 | -              | -                   | -                   | -                   | -                      | -                   | -           |
| Sugar                 | 2000 | -         | -                 | -              | -                   | -                   | -                   | -                      | -                   | -           |
| Take Me as I Am       | 2002 | -         | -                 | -              | -                   | 36 (4wk)            | -                   | -                      | -                   | -           |
| Head on Straight      | 2002 | -         | -                 | -              | -                   | -                   | -                   | -                      | -                   | -           |
| Release Me            | 2010 | -         | -                 | -              | -                   | 34 (10wk)           | -                   | -                      | -                   | -           |